# هوا أصفر (مسلسل)
هوا أصفر مسلسل تلفزيوني سوري لبناني درامي.

## القصة
في إطار اجتماعي رومانسي تدور أحداث المسلسل حول قصة حب تجمع بين اثنين تؤثر عليهما بعض السلبيات، مما يجعل الحب يختنق، وتتسبب الصراعات التي تسود المجتمع بسبب المناخ الموبوء في عرقلة كل شيء
شغف ( سلاف فواخرجي ) زوجة جلال ( فادي ابراهيم) صاحب صالة للقمار، والذي يحاول ابن عمه كريم ( يوسف الخال )  قتله للحصول على زوجته لنفسه، وأثناء تلك الأحداث تقع شغف بغرام الشاب سوار ( وائل شرف ) الذي يحاول مساعدتها في أكثر من موقف وتتطور الأحداث بينهما .

## طاقم العمل
- وائل شرف سوار مسعود
- سلاف فواخرجي شغف
- يوسف الخال كريم عزالدين
- يامن حجلي امير مسعود
- عبد الهادي صباغ شوال
- نادين تحسين بيك سلوى
- حلا رجب مها
- يزن خليل شفيق
- تيسير إدريس ابو الليل
- فادي إبراهيم جلال مسعود
- مهدي فخر الدين
- جوي خوري

## هوامش
كان من المفترض عرض المسلسل في شهر رمضان عام 2018، إلا إن بسبب عدم وجود عرض مناسب من القنوات لعرض المسلسل قررت شركة الإنتاج تأجيل عرضه إلى ما بعد رمضان المقبل.

## وصلات خارجية
- صفحة مسلسل هوا أصفر على موقع السينما.كوم